# Parthenaise

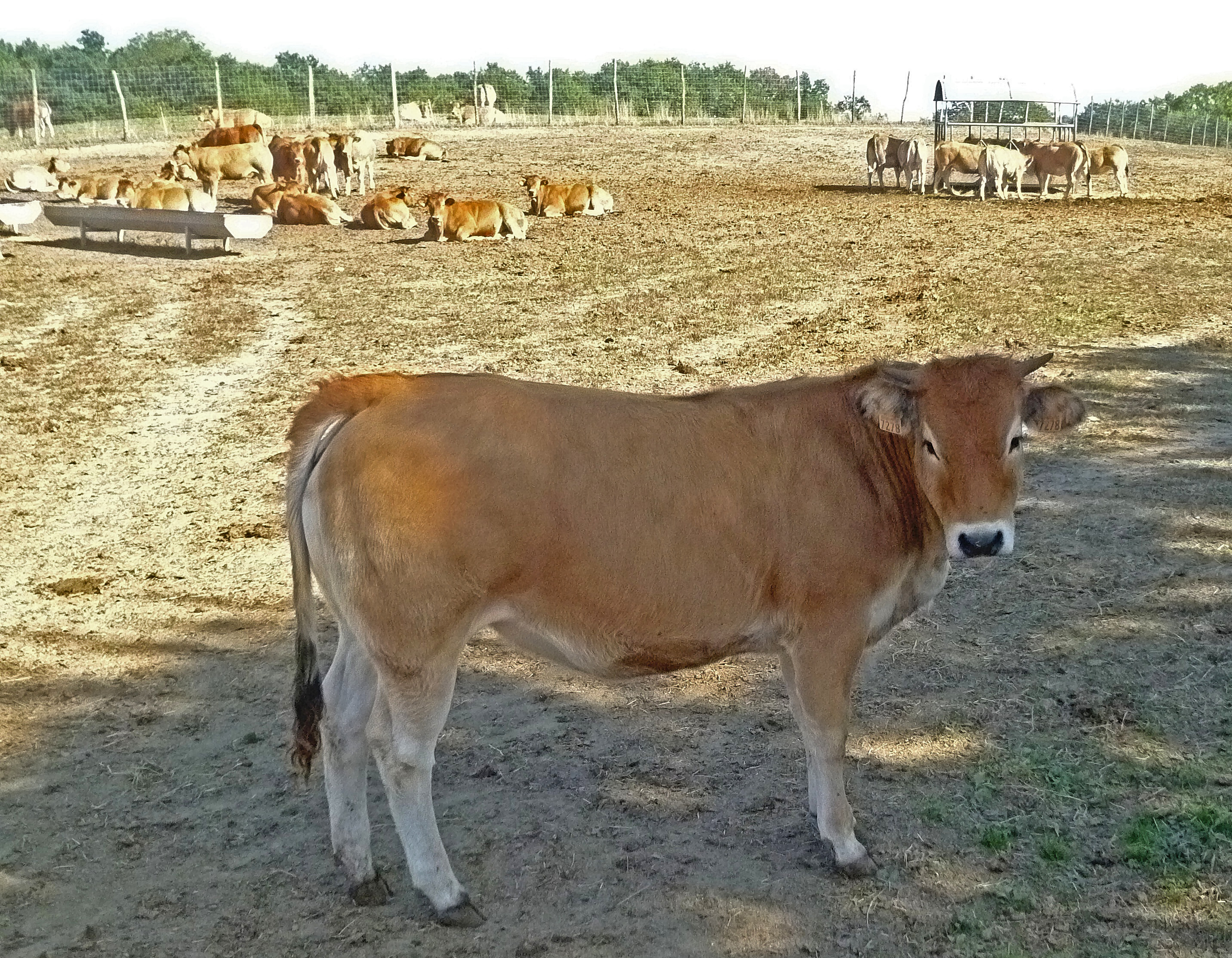
Parthenaise-Rind

Parthenaise ist eine Rinderrasse aus Frankreich.
Ihr Heimatgebiet ist die Gegend um die Stadt Parthenay im Département Deux-Sèvres. Gezüchtet wurden sie ursprünglich als Zugtiere sowie zur Fleisch- und Milchproduktion, seit den 1970er Jahren werden sie nur für die Fleischproduktion gezogen.
Sie ist in Frankreich vor allem bei den Gourmet-Restaurants sehr beliebt, da das Fleisch sehr hochwertig ist. Es zeichnet sich durch seine feinfasrige, zarte und saftige Struktur aus. Bei den Landwirten ist die Rasse sehr beliebt, da sie eine sehr gute Futterverwertung und ein hohes Wachstumspotential hat.
Rinder der Rasse Parthenaise werden nicht nur in Frankreich, sondern zunehmend auch im Vereinigten Königreich, in Irland, Belgien, den Niederlanden, der Schweiz sowie in Kanada, den USA, Mexiko, Australien und Neuseeland gezüchtet.